# Art James
Pour les articles homonymes, voir James.
Art James est un acteur américain né le 15 octobre 1929 à Dearborn, Michigan (États-Unis), décédé le 28 mars 2004 à Palm Springs (Californie).

## Filmographie
- 1965 : Fractured Phrases (série TV) : Host (1965)
- 1967 : Temptation (série TV) : Host (1967-1968)
- 1969 : The Who, What or Where Game (série TV) : Host (1969-1974)
- 1980 : Face the Music (série TV) : Announcer
- 1994 : Strip Girl (Raw Justice) : Gunman
- 1995 : Les Glandeurs (Mallrats) : Bob Summers, Truth or Date Host
- 2003 : Hunger Point (TV) : Artie